# 2010-es Firestone 550
A 2010-es Firestone 550 volt a 2010-es IZOD IndyCar Series szezon hetedik futama. A versenyt június 5-én rendezték meg a Texas-ben található 1.5 mérföldes oválpályán, a versenyt a Versus közvetítette.

## Rajtfelállás
| Rajtsor | Belső ív | Belső ív          | Külső ív | Külső ív            |
| ------- | -------- | ----------------- | -------- | ------------------- |
| 1       | 6        | Ryan Briscoe      | 10       | Dario Franchitti    |
| 2       | 12       | Will Power        | 9        | Scott Dixon         |
| 3       | 3        | Hélio Castroneves | 19       | Alex Lloyd          |
| 4       | 06       | Hideki Mutoh      | 7        | Danica Patrick      |
| 5       | 32       | Mario Moraes      | 26       | Marco Andretti      |
| 6       | 5        | Szató Takuma      | 22       | Justin Wilson       |
| 7       | 11       | Tony Kanaan       | 8        | E.J. Viso           |
| 8       | 4        | Dan Wheldon       | 67       | Sarah Fisher        |
| 9       | 18       | Milka Duno        | 24       | Tomas Scheckter     |
| 10      | 14       | Vitor Meira       | 77       | Alex Tagliani       |
| 11      | 66       | Jay Howard        | 36       | Bertrand Baguette   |
| 12      | 2        | Raphael Matos     | 37       | Ryan Hunter-Reay    |
| 13      | 34       | Mario Romancini   | 78       | Simona De Silvestro |

### Verseny
| Pozíció | #  | Pilóta                  | Csapat                                    | Futott kör | Idő/Kiesés oka | Rajthely | Élen töltött körök száma | Pont |
| ------- | -- | ----------------------- | ----------------------------------------- | ---------- | -------------- | -------- | ------------------------ | ---- |
| 1.      | 6  | Ryan Briscoe            | Team Penske                               | 228        | 2:04:47.1555   | 1        | 102                      | 53   |
| 2.      | 7  | Danica Patrick          | Andretti Autosport                        | 228        | +1.4629        | 8        | 1                        | 40   |
| 3.      | 26 | Marco Andretti          | Andretti Autosport                        | 228        | +2.3162        | 8        | 0                        | 35   |
| 4.      | 9  | Scott Dixon             | Chip Ganassi Racing                       | 228        | +3.0770        | 4        | 0                        | 32   |
| 5.      | 10 | Dario Franchitti        | Chip Ganassi Racing                       | 228        | +7.5882        | 2        | 86                       | 30   |
| 6.      | 11 | Tony Kanaan             | Andretti Autosport                        | 228        | +8.0664        | 13       | 0                        | 28   |
| 7.      | 37 | Ryan Hunter-Reay        | Andretti Autosport                        | 228        | +13.9390       | 24       | 0                        | 26   |
| 8.      | 19 | Alex Lloyd (R)          | Dale Coyne Racing                         | 228        | +14.3084       | 6        | 0                        | 24   |
| 9.      | 4  | Dan Wheldon             | Panther Racing                            | 228        | +15.0859       | 15       | 1                        | 22   |
| 10.     | 14 | Vitor Meira             | A. J. Foyt Enterprises                    | 228        | +15.8250       | 19       | 0                        | 20   |
| 11.     | 8  | E.J. Viso               | KV Racing Technology                      | 228        | +18.8687       | 19       | 0                        | 19   |
| 12.     | 06 | Hideki Mutoh            | Newman/Haas Racing                        | 228        | +23.0449       | 7        | 1                        | 18   |
| 13.     | 24 | Tomas Scheckter         | Dreyer & Reinbold Racing                  | 227        | +1 Kör         | 18       | 0                        | 17   |
| 14.     | 12 | Will Power              | Team Penske                               | 227        | +1 Kör         | 3        | 4                        | 16   |
| 15.     | 67 | Sarah Fisher            | Sarah Fisher Racing                       | 227        | +1 Kör         | 16       | 0                        | 15   |
| 16.     | 2  | Raphael Matos           | Luczo Dragon Racing de Ferran Motorsports | 226        | +2 Kör         | 23       | 0                        | 14   |
| 17.     | 34 | Mario Romancini (R)     | Conquest Racing                           | 226        | +2 Kör         | 25       | 0                        | 13   |
| 18.     | 77 | Alex Tagliani           | FAZZT Race Team                           | 225        | +3 Kör         | 20       | 33                       | 12   |
| 19.     | 22 | Justin Wilson           | Dreyer & Reinbold Racing                  | 225        | +3 Kör         | 12       | 0                        | 12   |
| 20.     | 3  | Hélio Castroneves       | Team Penske                               | 129        | Vezetői hiba   | 19       | 0                        | 12   |
| 21.     | 32 | Mario Moraes            | KV Racing Technology                      | 129        | Vezetői hiba   | 9        | 0                        | 12   |
| 22.     | 36 | Bertrand Baguette (R)   | Conquest Racing                           | 129        | Vezetői hiba   | 22       | 0                        | 12   |
| 23.     | 18 | Milka Duno              | Dale Coyne Racing                         | 116        | Műszaki hiba   | 17       | 0                        | 12   |
| 24.     | 78 | Simona de Silvestro (R) | HVM Racing                                | 97         | Vezetői hiba   | 26       | 0                        | 12   |
| 25.     | 5  | Szató Takuma (R)        | KV Racing Technology                      | 56         | Vezetői hiba   | 11       | 0                        | 10   |
| 26.     | 66 | Jay Howard (R)          | Sarah Fisher Racing                       | 37         | Műszaki hiba   | 21       | 0                        | 10   |

## Bajnokság állása a verseny után
Pilóták bajnoki állása
| Pozíció | Pilóta            | Pontok |
| ------- | ----------------- | ------ |
| 1       | Dario Franchitti  | 246    |
| 2       | Will Power        | 243    |
| 3       | Scott Dixon       | 235    |
| 4       | Hélio Castroneves | 211    |
| 5       | Ryan Briscoe      | 208    |